# Marco Belotti
Pour les articles homonymes, voir Belotti.
Marco Belotti, né le 29 novembre 1988 à Brescia, est un nageur italien spécialisé dans la nage libre.

## Biographie
Lors des Jeux olympiques d'été de 2008, il participe aux relais 4 × 100 mètres et 4 × 200 mètres nage libre et termine à chaque fois quatrième de la finale.

## Palmarès

### Championnats du monde

#### Petit bassin
- Championnats du monde 2008 à Manchester ( Royaume-Uni)
  -  Médaille de bronze du relais 4 × 200 mètres nage libre (participation aux séries).
- Championnats du monde 2014 à Doha ( Qatar)
  -  Médaille d'argent du relais 4 × 200 mètres nage libre.
  -  Médaille de bronze du relais 4 × 50 mètres nage libre.

### Championnats d'Europe

#### Grand bassin
- Championnats d'Europe 2008 à Eindhoven ( Pays-Bas) :
  -  Médaille d'or du relais 4 × 200 mètres nage libre (participation aux séries).
- Championnats d'Europe 2012 à Budapest ( Hongrie) :
  -  Médaille d'argent du relais 4 × 200 mètres nage libre (participation aux séries).

#### Petit bassin
- Championnats d'Europe 2008 à Rijeka ( Croatie) :
  -  Médaille d'or du relais 4 × 50 mètres quatre nages.